# アヤンダ・マリンガ
アヤンダ・マリンガ（Ayanda Malinga、1998年6月23日 - ）は、南アフリカ共和国の女子ラグビー選手。

## プロフィール
- 南アフリカ出身[1]。
- ポジションはウィング(WTB)。
- 身長 167cm、体重 68kg
- 女子南アフリカ共和国代表に選ばれたことがある。

## 略歴
2024年、パリ五輪の7人制女子南アフリカ共和国代表に選ばれた。